# Championnats du monde de paratriathlon 2024
Navigation
Édition précédente Édition suivante
Les championnats du monde de paratriathlon 2024 se déroulent du 17 au 20 octobre 2024 à Torremolinos en Espagne. La rencontre mondiale est intégrée au programme des séries mondiales de triathlon (WTSC). Les paratriathlètes s'affrontent sur la distance sprint (750 m de natation, 20 km de vélo et 10 km de course à pied) selon une catégorisation spécifique à leurs handicaps. Chaque catégorie décernant le titre de champion du monde de paratriathlon correspondant après une épreuve mixte et un classement différencié des paratriathlètes féminins et masculins. 

## Résumé de course
L'édition organise également la première compétition en relais mixte pour les triathlète handisport. Le premier titre de champion et championne du monde de triathlon en relais mixte est remporté par l'équipe américaine de paratriathlon.

## Palmarès
| Médaille           | PTWC                  | PTS2           | PTS3          | PTS4                  | PTS5           | PTVI                 |
| ------------------ | --------------------- | -------------- | ------------- | --------------------- | -------------- | -------------------- |
| Médaille d'or      | Jetze Plat H2         | Wim De Paepe   | Henry Urand   | Alexis Hanquinquant   | Stefan Daniel  | Dave Ellis B3        |
| Médaille d'argent  | Florian Brungraber H2 | Vasilii Egorov | Daniel Molina | Nil Riudavets Victory | Jack Howell    | Thibaut Rigaudeau B3 |
| Médaille de bronze | Thomas Frühwirth H1   | Lionel Morales | Max Gelhaar   | Pierre-Antoine Baele  | Filipe Marques | Antoine Pérel B1     |

| Médaille           | PTWC                | PTS2                   | PTS3           | PTS4                | PTS5            | PTVI                    |
| ------------------ | ------------------- | ---------------------- | -------------- | ------------------- | --------------- | ----------------------- |
| Médaille d'or      | Kendall Gretsch H2  | Allysa Seely           | Élise Marc     | Marta Francés Gómez | Grace Norman    | Susana Rodríguez B1     |
| Médaille d'argent  | Jessica Ferreira H1 | Emma Juaisca Rodríguez | Sanne Koopman  | Camille Sénéclauze  | Claire Cashmore | Francesca Tarantello B3 |
| Médaille de bronze | Lauren Parker H1    | Yukako Hata            | Liina Nuoranne | Sally Pilbeam       | Lauren Steadman | Leticia Freitas B1      |

| Médaille           | Équipe | Temps           |
| ------------------ | --- | --------------- |
| Médaille d'or      | États-Unis | 1 h 19 min 53 s |
| Médaille d'or      | - Kendall Gretsch 0 h 14 min 15 s - Carson Clough 0 h 13 min 32 s - Grace Norman 0 h 14 min 26 s - Carson Clough 0 h 15 min 1 s                        | 1 h 19 min 53 s |
| Médaille d'argent  | Suisse | 1 h 20 min 1 s  |
| Médaille d'argent  | - Joshua Landmann 0 h 14 min 27 s - Claire Cashmore 0 h 14 min 13 s - Megan Richter 0 h 15 min 4 s - Dave Ellis 0 h 13 min 34 s                        | 1 h 20 min 1 s  |
| Médaille de bronze | Espagne | 1 h 20 min 4 s  |
| Médaille de bronze | - Eva María Moral Pedrero 0 h 16 min 19 s - Jairo Ruiz López 0 h 13 min 0 s - Susana Rodríguez 0 h 14 min 19 s - Nil Riudavets Victory 0 h 14 min 15 s | 1 h 20 min 4 s  |